# Arnoldius
Arnoldius is een geslacht van mieren uit de onderfamilie van de Dolichoderinae.

## Soorten
- A. flavus (Crawley, 1922)
- A. pusillus (Mayr, 1876)
- A. scissor (Crawley, 1922)